# 黒田エミ
黒田 エミ（くろだ えみ）は、日本の女優、格闘家。大阪府出身。
格闘技パンクラスの選手。
- 身長・体重：160cm、52kg
- 出身地：大阪府枚方市
- 格闘技歴：総合格闘技1年
- 戦績：『G-SHOOTO』2戦1敗1分

## 出演作品

### 映画
- 花井さちこの華麗な生涯（花井さちこ）
- BIN×BIN 忍者ハメ撮りくん